# Нектарка малахітова
Некта́рка малахітова (Nectarinia famosa) — вид горобцеподібних птахів родини нектаркових (Nectariniidae). Мешкає в Східній, Центральній і Південній Африці.

## Опис
Довжина самців становить 24–27 см (враховуючи довгий хвіст), довжина самиць 13–15 см. Розмах крил 18–23 см. Самці важать 14–23 г, самиці 8,5–17 г. Виду притаманний статевий диморфізм.
Під час сезону розмноження у самців яскраве, зелене, металево-блискуче забарвлення з чорнуватими крилами і жовтими плямками на грудях. У негніздовий період у самців верхня частина тіла коричнева, нижня частина тіла жовта, поцяткована зеленими плямками, крила і хвіст зелені. Центральні стернові пера у самців залишаються видовженими. Самиці мають непримітне сіро-коричнево-оливкове забарвлення, нижня частина тіла в них жовтувата. Очі темно-карі, дзьоб чорний, вигнутий, лапи чорні.

## Підвиди
Виділяють два підвиди:
- N. f. cupreonitens Shelley, 1876 — від Ефіопії до східної Замбії, північного Малаві і північного Мозамбіку;
- N. f. famosa (Linnaeus, 1766) — схід Зімбабве, захід Мозамбіку і ПАР.

## Поширення і екологія
Малахітові нектарки живуть у сухих, вологих і високогірних чагарникових заростях, зокрема у фінбошах. Зустрічаються на висоті до 2800 м над рівнем моря. Живляться нектаром (зокрема нектаром алое Aloe broomii, Aloe ferox, Aloe arborescens, інших рослин, таких як Protea roupelliae, Leonotis, Strelitzia), а також комахами. Є моногамними. В кладці від 1 до 3 зеленуватих яєць, поцяткованих темними плямками. Малахітові нектарки іноді стають жертвами гніздового паразитизму білочеревих дідкриків і червоноволих зозуль.